# Leptadrillia
Leptadrillia é um gênero de gastrópodes pertencente a família Drilliidae.

## Espécies
- Leptadrillia campechensis Fallon, 2016
- Leptadrillia cinereopellis Kuroda, Habe & Oyama, 1971[2]
- Leptadrillia elissa (Dall, 1919)[3]
- Leptadrillia firmichorda McLean & Poorman, 1971[4]
- Leptadrillia flavomaculata Fallon, 2016
- Leptadrillia guianensis Fallon, 2016
- Leptadrillia histriata Fallon, 2016
- Leptadrillia incarnata Fallon, 2016
- Leptadrillia lizae Fallon, 2016
- Leptadrillia loria Bartsch, 1934[5]
- Leptadrillia lucaya Fallon, 2016
- Leptadrillia luciae Fallon, 2016
- Leptadrillia maryae Fallon, 2016
- Leptadrillia moorei Fallon, 2016
- †Leptadrillia parkeri (Gabb, 1873)
- Leptadrillia profunda Fallon, 2016
- Leptadrillia quisqualis (Hinds, 1843)[6]
- Leptadrillia splendida Bartsch, 1934[7]
- Leptadrillia violacea Fallon, 2016

Espécies trazidas para a sinonímia
- Leptadrillia albicoma (Dall, 1889): sinônimo de Neodrillia albicoma (Dall, 1889)
- Leptadrillia aomoriensis Nomura & Hatai, 1940: sinônimo de Splendrillia aomoriensis (Nomura & Hatai, 1940)
- Leptadrillia cookei (E. A. Smith, 1888):[8] sinônimo de Syntomodrillia cookei (E. A. Smith, 1888)